# Gomezyta africana
Gomezyta africana – gatunek kosarza z podrzędu Laniatores i rodziny Assamiidae. Jedyny znany przedstawiciel monotypowego rodzaju Gomezyta.

## Występowanie
Gatunek występuje we wschodniej Afryce. Wykazany został z Etiopii.